# Duke Ellington
Edward Kennedy »Duke« Ellington, ameriški glasbenik in skladatelj, * 29. april 1899, † 24. maj 1974.
Ellington je bil eden največjih jazz skladateljev in pianistov v ZDA. Imel je zelo velik vpliv na celoten razvoj jazza, tako v ZDA kot drugje po svetu. Njegova popularnost se je stopnjevala še po njegovi smrti, tako da so njegovi albumi večkrat postali best-sellerji.
Igral je z znanimi mojstri jazza, pri katerih je dobil tudi navdih za svoja dela. Med najbolj znanimi so bili Johnny Hodges, Barney Bigar, Ben Webster, Bubber Miley, Ray Nance, Joe »Tricky Sam« Nanton in Lawrence Brown. Njegova najbolj popularna dela so Mood Indigo (z Barneyem Bigardom in Irving Millsom), Take The »A« Train (z Billy Strayhornom), In My Solitude in Cottontail.